# Mappō
Mappō (まっぽう?  pinyin: 末法, Mòfǎ) o el declive de la Edad de Dharma es la «degenerada» Tercera Edad del budismo.
Tradicionalmente, esta edad se supone que debe comenzar 2000 años después de la muerte de Buda Sakyamuni, y dura «10 000 años».
Las dos primeras edades son la edad del Dharma verdadero (正法?  (chino): zhèngfǎ; (japonés): shōbō) seguida de la Era de la apariencia Dharma (像法?  chino : Xiàngfǎ; japonés: zōbō). Durante esta edad «degenerada», se cree que las personas son incapaces de alcanzar la iluminación a través de la palabra de Buda Sakyamuni y se convierten en una sociedad moralmente corrupta. 
En el pensamiento budista, incluso durante la «Edad del Declive del Dharma» las enseñanzas de Buda son todavía correctas, pero la gente no es capaz de seguirlas. 
Las referencias a la disminución del Dharma a lo largo del tiempo se pueden encontrar en esos textos budistas Mahayana como el Sutra del Diamante y el Sutra del Loto, pero también en menor grado en algunos textos en el Canon Pali, como el Cullavagga del vinaya Pitaka. 
La Tierra Pura, escuela del budismo en China y Japón creen que estamos ahora en esta última edad de «degenerar Dharma». Los seguidores de la Tierra pura tratan de lograr el renacimiento en la tierra pura de Buda Amitabha, donde se puede practicar el Dharma con más facilidad.

### Para leer más
- Eric Zürcher, Eschatology and Messianism in Early Chinese Buddhism Leyden Studies in Sinology (Leiden, 1981)
- K. M. Schipper, Millenarismes et Messianismes dans la Chine Ancienne in Understanding Modern China: Problems and Methods (Rome, 1979)
- Randall L. Nadeau The "Decline of the Dharma in Early Chinese Buddhism B. C. Asian Review volume 1, 1987
- Kyoshin Asano, The Idea of the Last Dharma-age in Shinran's Thought (Part 1), Pacific World, Third Series Number 3, 53-70, 2001 PDF
- Kyoshin Asano, The Idea of the Last Dharma-age in Shinran's Thought (Part 2), Pacific World, Third Series Number 4, 197-216, 2002 PDF
- Marra, Michele (1988). The development of mappō thought in Japan (I), Japanese Journal of Religious Studies 15 (1), 25-54. PDF
- Marra, Michele (1988). The development of mappō thought in Japan (II), Japanese Journal of Religious Studies 15 (4), 287-305. PDF

- Datos: Q510060